# ميخائيل بارتون
ميخائيل بارتون (14 أكتوبر 1914 - 1 يوليو 2006) (بالإنجليزية: Michael Barton)‏ هو لاعب كريكت بريطاني (وحمل سابقاً جنسية المملكة المتحدة لبريطانيا العظمى وأيرلندا).

## وصلات خارجية
- ميخائيل بارتون على موقع إي آس بي آن كريك إنفو (الإنجليزية)